# Sparganothis robinsonana
Sparganothis robinsonana es una especie de polilla del género Sparganothis, categorizada en la tribu Sparganothini, de la subfamilia Tortricinae.
Fue descrita por Powell & Brown en 2012 y publicada en The Moths of North America 8.1: 57.

## Distribución
Se distribuye por América del Norte: Estados Unidos, en el estado de Texas, en Turrant Co., Fort Worth.